# Алла Назимова
Алла Назимова (англ. Alla Nazimova, настоящее имя — Ма́рем-И́дес (Аделаида) Яковлевна Левентон; 21 мая [2 июня] 1879, Ялта, Таврическая губерния — 13 июля 1945[…], Лос-Анджелес, Калифорния) — американская кино- и театральная актриса, продюсер и сценаристка.

## Биография
Родилась 21 мая (по старому стилю) 1879 года в Ялте, была третьим ребёнком в еврейской семье — провизора Якова Абрамовича (Абрамовича-Абовича) Левентона (1843 — 9 декабря 1896) и его жены Сары (Суры) Лейвиевны (Софии Львовны) Горовиц (1856—?), перебравшихся в Ялту с сыном Владимиром из Кишинёва в 1874 году. 27 ноября 1874 года в Ялте родилась её старшая сестра Хана (Анна). В 1876 году Я. А. Левентон был причислен к купцам второй гильдии; семья жила в специально выстроенном «доме провизора Я. А. Левентона» по Набережной № 191. В 1887 году родители развелись и Марем-Идес осталась жить с отцом, который в том же году женился вторично (в новом браке отца родились ещё три дочери — Эва (1888), Гитель и Геллен, и сын Александр). В 1890—1893 годах Аделаида Левентон училась в Ялтинской женской прогимназии по улице Почтовой (в гимназических документах она фигурирует уже под именем Аделаида Левентон).

### Начало карьеры

Алла Назимова в 1899 году

По окончании прогимназии в 1893 году переехала к семье матери в Одессу, где поступила в гимназию и одновременно в музыкальные классы Одесского отделения Императорского Русского музыкального общества по классу скрипки К. А. Гаврилова. В Одессе в ней впервые пробудился интерес к сцене — дочери владелицы пансиона, где она поселилась, выступали в местном театре и часто репетировали у неё на глазах. Её брат, к тому времени из-за болезни отца назначенный опекуном сестры, воспротивился её желанию стать актрисой, но в 1896 году уступил, и семнадцатилетняя Аделаида уехала в Москву, где под псевдонимом Алла Назимова стала брать уроки у К. С. Станиславского в школе актёрского мастерства при Московском Художественном театре.
Бросив школу, она начала играть в провинциальном театре. 20 июня 1899 года в Бобруйске вышла замуж за актёра Сергея Головина. После принятого перед браком крещения её официальным именем стало Алла Александровна Левентон. Брак оказался неудачным, супруги вскоре стали жить порознь, а официальный развод был оформлен лишь 11 мая 1923 года. Затем вернулась в МХТ, но уже через год, разочаровавшись в манере преподавания Станиславского, навсегда покинула школу и месяцем позже подписала контракт с Кисловодским театром.

### Театр
В Костроме, куда она приехала со спектаклем, Назимова познакомилась с легендарным актёром тех лет Павлом Орленевым, близким товарищем Чехова и Горького. Между актёрами вспыхнул бурный роман. В 1904 году в составе театральной труппы они отправились на гастроли в Европу, где с блеском играли на сценах Лондона и Берлина. Публика с восторгом приняла Назимову, и вскоре она стала одной из ведущих театральных прим того времени.
В феврале 1905 года Назимова и Орленев уехали в Америку и провели на гастролях полтора года, представив публике классические постановки «Царь Федор Иоаннович» по пьесе Толстого, «Евреи» по пьесе Чирикова, спектакли по пьесам Чехова и малоизвестного тогда Ибсена. Менеджером труппы в этом турне была известная анархистка Эмма Гольдман.

Алла Назимова в 1921 году

Несмотря на высокие оценки критиков, актёры были сильно стеснены в средствах, так как не ставили коммерческих постановок, и в мае 1906 года Орленев и остальная часть труппы вернулись в Россию. Назимова же осталась в США и подписала контракт с легендарным театральным продюсером Ли Шубертом. Чтобы добиться признания за океаном, Алле необходимо было выучить язык, и она начала брать уроки английского у Каролины Харрис. Будучи матерью-одиночкой, Харрис часто приводила на занятия своего сына Дикки, будущего актёра Ричарда Бартельмеса. В 1916 году благодаря протекции Назимовой он вместе с нею дебютировал в кино в фильме «Невесты войны».

### Кино
На протяжении следующих нескольких лет Назимова активно играла на подмостках Бродвея и добилась большой популярности. В 1915 году она сыграла главную роль в антивоенном драматическом спектакле «Невесты войны» — истории о женщине, которая, потеряв в Первой мировой войне двоих братьев, стала организовывать антивоенные акции протеста, в результате чего попала в тюрьму и там застрелилась. Талантливая игра актрисы привлекла внимание продюсера Льюиса Селзника. Он захотел снять фильм по мотивам пьесы и предложил актрисе гонорар в 30 тысяч долларов плюс тысячу долларов за каждый съёмочный день сверх графика. Она согласилась и таким образом в 1916 году, когда актрисе было уже тридцать семь лет, состоялся её дебют в кино.
Популярность фильма обеспечила Назимовой пятилетний контракт на невероятно выгодных условиях с Metro Pictures, которая в 1924 году слилась с Goldwyn Pictures и превратилась во всемирно известную студию Metro-Goldwyn-Mayer. Кинокомпания предложила актрисе гонорар в 13 тысяч долларов в неделю — на 3 тысячи больше, чем получала Мэри Пикфорд, — и право самостоятельно выбирать режиссёра, сценарий и партнера для фильмов.

В роли Сигрид Ферсен в фильме «Сильнее смерти» (1920)

В 1918 году Назимова, не прекращая играть в театре, снялась в главных ролях в мелодрамах «Чудесное явление», «Игрушки судьбы» и «Око за око», и во всех трёх картинах неизменным партнером актрисы становился её любовник Чарльз Бриант, с которым она жила в фактическом браке с 1912 года. В последнем фильме, где она сыграла влюбленную во французского офицера дочь арабского шейха, Назимова помимо прочего выступила в качестве продюсера и сорежиссёра Альбера Капеллани. Два её следующих фильма, драмы 1919 года «Из тумана» и «Красный фонарь», вновь срежиссированные Капеллани, снискали не меньший успех, однако фильм «Непоседа» был принят более прохладно, и актриса впервые почувствовала вкус неудачи.

### После Первой мировой войны
Назимова продолжала работать и после роли танцовщицы-француженки в мелодраме 1920 года «Сильнее смерти», которая с успехом прошла в кинотеатрах, частично восстановила своё положение. Однако качество её картин понижалось, и в начале 1920-х годах она скатилась с четвёртого на двадцатое место в рейтинге популярных актёров журнала Photoplay.
В 1920 году на экраны вышла её первая комедия «Миллиарды», снятая по сценарию Брианта. Художником по костюмам и декоратором фильма выступила Наташа Рамбова, подруга Аллы и будущая жена киноидола 1920-х Рудольфа Валентино. В 1921 году Назимова снялась вместе с Валентино в экранизации романа «Дама с камелиями» Александра Дюма.
После мелодрамы 1922 года «Кукольный дом» по пьесе Генрика Ибсена Назимова приняла участие в одном из самых известных своих фильмов — экзотической драме «Саломея» (1923) по пьесе Оскара Уайльда. Режиссёром фильма стал её любовник Бриант, декорациями и костюмами вновь занималась Наташа Рамбова, а Назимова не только исполнила скандальную роль Саломеи, но и сама написала сценарий, спродюсировала и вложила в его производство собственные средства. Все это не спасло фильм от грандиозного провала в прокате, как в Америке, так и в Европе.
Так как репутация Назимовой как киноактрисы была испорчена, она вернулась в театр. Примечательно, что именно её выступление в спектакле по пьесе Ибсена «Привидения» (осень 1936 года) вдохновило Теннесси Уильямса стать писателем (а тремя десятилетиями ранее её игра восхищала другого выдающегося драматурга, Юджина О’Нила). Время от времени она продолжала сниматься в кино — в 1924 году появилась в картине «Уличная Мадонна», затем в 1925 году снялась в драме «Мой сын» и низкобюджетном фильме «Искуплённый грех». На сцене театра Алле продолжала сопутствовать слава, а на киноэкраны актриса вернулась только в начале 1940-х годах, сыграв после пятнадцатилетнего перерыва в пяти картинах.

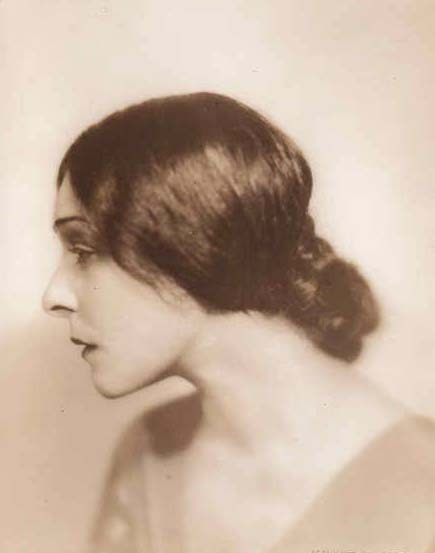
Алла Назимова в 1922 году

### Личная жизнь
В 1912 году Назимова познакомилась с актёром Чарльзом Бриантом. Несмотря на то, что её брак с Сергеем Головиным не был официально расторгнут, они считались супругами и были вместе до 1925 года. Бриант был партнером Назимовой в десяти фильмах.
Ещё при жизни актрисы ходили слухи о её гомосексуальности. Так, в числе её любовниц упоминались Таллула Бэнкхед, первая жена Валентино Джин Эккер, Мод Адамс, Эва Ле Галлиенн и поэтесса Мерседес де Акоста, известная своими лесбийскими связями со звёздами Голливуда. В 1960-х годах Акоста опубликовала мемуары, в которых красочно описывала свою первую встречу с Назимовой в 1916 году. Тем не менее, прямого указания на то, что между ними была любовная связь, в мемуарах не содержится, а суть их дружбы передаётся в очень завуалированных выражениях.
В 1919 году актриса приобрела за 65 тысяч долларов особняк в испанском стиле по адресу Sunset Boulevard, 8080, и назвала его «Сад Аллы». Напротив входа располагался бассейн, а на территории вокруг дома Назимова разбила обширный парк. В этом доме актриса часто устраивала вечеринки, на которых собирались сливки голливудского киносообщества тех лет — Чарли Чаплин, сестры Дороти и Лиллиан Гиш, Теда Бара, Глория Свенсон, Роско Арбакл и многие другие. В 1928 году, испытывая недостаток в средствах, Алла была вынуждена продать особняк, а после того, как внутри него был устроен отель под названием «Сад Аллаха» (ср. The Garden of Allah и The Garden of Alla), жила в одном из его номеров.

Алла Назимова и режиссёр Герберт Бренон в 1916 году

В 1936 году у актрисы был диагностирован рак груди. Последовала мастэктомия, и после операции болезнь, к счастью, не возобновилась. Алла Назимова скончалась в Лос-Анджелесском госпитале добрых самаритян от тромбоза венечных сосудов 13 июля 1945 года. Актрисе было 66 лет. Её прах покоится рядом с другими звёздами немого кино на кладбище Форест-Лаун в Глендейле (Калифорния).

## Семья
- Сестра — Анна (Хана) Яковлевна Гофшнейдер-Левентон (в эмиграции Нина Левентон и Льютон, 1874—1967)[24], переводчик и сценарист, в 1905—1906 годах редактировала ежемесячный журнал еврейской учащейся молодёжи «Молодая Иудея», в котором дебютировал начинающий поэт С. Я. Маршак[25]; вышла замуж за купца Маркуса Исаевича Гофшнейдера, но этот брак оказался недолговечным; их сын — кинопродюсер, сценарист и писатель Вэл Льютон[26][27][28].
- Брат — Владимир Яковлевич Левентон (1872—1939), юрист, публицист по экономическим вопросам, сотрудник «Русской мысли», берлинский корреспондент «Утра России» и «Дня»; также использовал псевдоним «В. Назимов».
- Двоюродный брат (сын дяди, старшего врача Кишинёвской еврейской больницы Льва Абрамовича Левентона) — Виктор Львович Левентон (1866—1942), фармацевт, провизор Яренской городской земской больницы, редактор журнала «Химик и фармацевт», автор книг «Сборник законоположений и правительственных постановлений для фармацевтов, владельцев аптек, аптекарских магазинов и предприятий фармацевтической промышленности» (СПб: тип. Кюгельген, Глич и К°, 1911 и Н. К. Мартынов, 1913)[29], «Латинская грамота для сестёр милосердия» (Пг.: тип. Кюгельген, Глич и К°, 1915)[30].

## Интересные факты
- Назимова дружила с актрисой Эдит Лакетт и была крёстной матерью её дочери Нэнси, будущей жены 40-го президента США Рональда Рейгана[15].[значимость факта?]
- Публика называла Аллу Назимову Мадам.
- Во время развода Чаплина со своей первой женой Милдред Харрис в качестве обвинения он называл лесбийскую связь супруги с Аллой Назимовой[31].
- В 1977 году Кен Рассел снял фильм «Валентино» о жизни Рудольфа Валентино, в котором роль Назимовой исполнила актриса Лесли Карон.
- Актриса была удостоена звезды на голливудской «Аллее славы».

## Фильмография

В роли Норы Элмер в фильме «Кукольный дом» (1922)

С Рудольфо Валентино в фильме «Дама с камелиями» (1921)

В роли Джейн Горинг в фильме «Мадам Павлин» (1920)

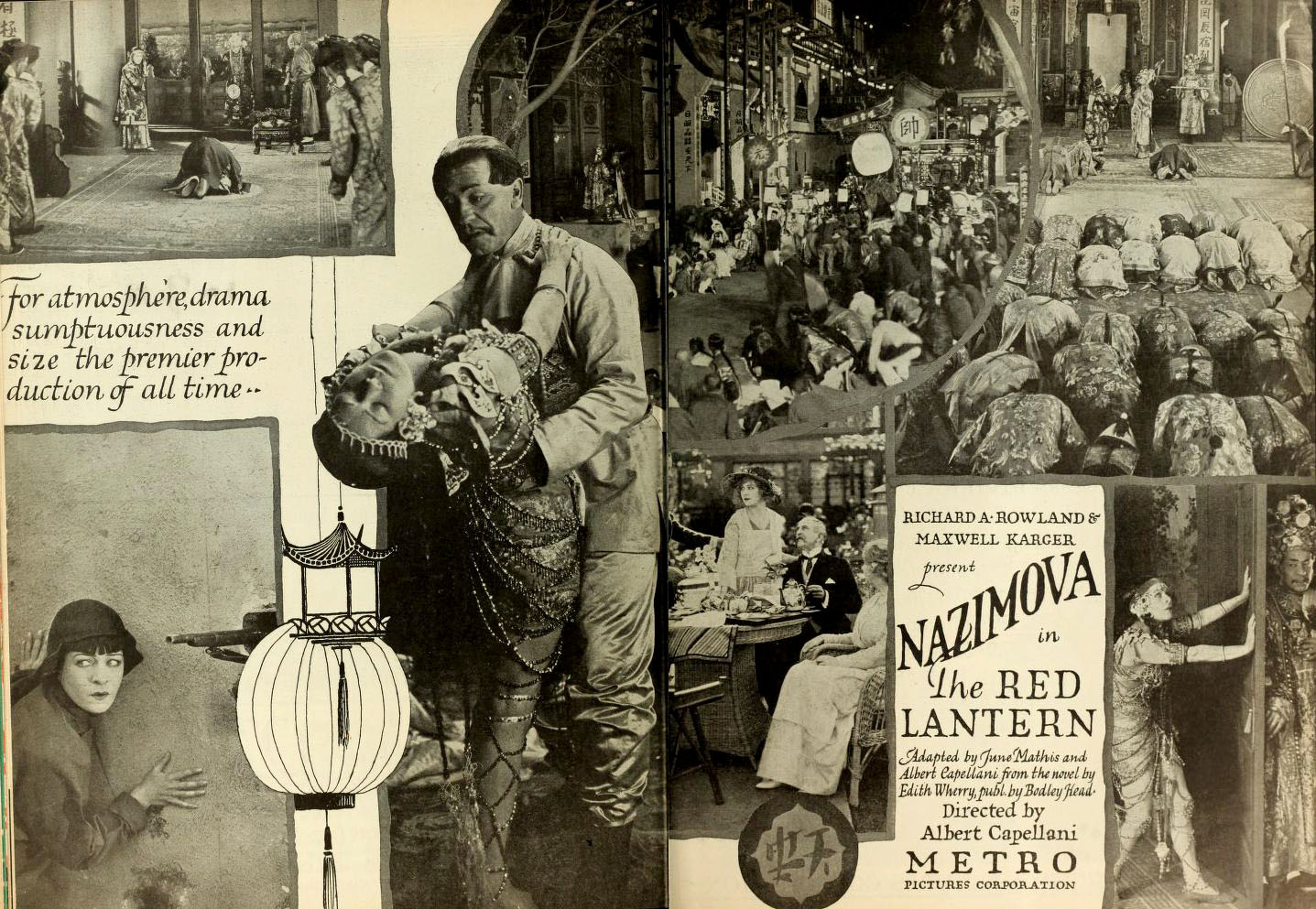
Ρеклама (1919)

| Год  |   | Русское название             | Оригинальное название      | Роль                     |
| ---- | - | ---------------------------- | -------------------------- | ------------------------ |
| 1944 | ф | С тех пор как вы ушли        | Since You Went Away        | Зофья Кословска          |
| 1944 | ф | Мост короля Людовика Святого | The Bridge of San Luis Rey | Донна Мария              |
| 1944 | ф | В наши дни                   | In Our Time                | Софья Орвид              |
| 1941 | ф | Кровь и песок                | Blood and Sand             | Сеньора Августа Гальярдо |
| 1940 | ф | Побег                        | Escape                     | Эмми Риттер              |
| 1925 | ф | Мой сын                      | My Son                     | Ана Сильва               |
| 1925 | ф | Искуплённый грех             | The Redeeming Sin          | Джоан                    |
| 1924 | ф | Уличная Мадонна              | Madonna of the Streets     | Мэри Карлсон             |
| 1923 | ф | Саломея                      | Salome                     | Саломея, продюсер        |
| 1922 | ф | Кукольный дом                | A Doll's House             | Нора Элмер, продюсер     |
| 1921 | ф | Дама с камелиями             | Camille                    | Маргерит Готье           |
| 1920 | ф | Миллиарды                    | Billions                   | Княгиня Трилова          |
| 1920 | ф | Мадам Павлин                 | Madame Peacock             | Джейн Горинг, продюсер   |
| 1920 | ф | Сердце ребёнка               | The Heart of a Child       | Салли Снейп, продюсер    |
| 1920 | ф | Сильнее смерти               | Stronger Than Death        | Сигрид Ферсен, продюсер  |
| 1919 | ф | Непоседа                     | The Brat                   | The Brat, продюсер       |
| 1919 | ф | Красный фонарь               | The Red Lantern            | Мали и Бланш Саквиль     |
| 1919 | ф | Из тумана                    | Out of the Fog             | Фэйт и Ева               |
| 1918 | ф | Око за око                   | Eye for Eye                | Гассуна, продюсер        |
| 1918 | ф | Игрушки судьбы               | Toys of Fate               | Зора / Хага              |
| 1918 | ф | Чудесное явление             | Revelation                 | Джолин                   |
| 1916 | ф | Невесты войны                | War Brides                 | Джоан                    |